# Il ricatto (romanzo)
Il ricatto (The Associate) è un romanzo di genere giallo giudiziario di John Grisham, pubblicato nel 2009.
Il libro è stato tradotto in finlandese, tedesco, ungherese, spagnolo, ceco, polacco, albanese, italiano e molte altre lingue.

## Trama
Kyle McAvoy è un giovane di York (Pennsylvania) con un futuro promettente. Direttore della rivista per la scuola di legge Yale Law Jornal, è figlio di un avvocato divorziato, John McAvoy.
Dopo una partita tra giovani di basket nella città di New Haven, incontra degli agenti dell'FBI che vogliono parlare con lui. Lo convincono a presentarsi da un investigatore, Bennie Wright, per un problema penale al momento non specificato che condannava Kyle.
Il ragazzo si presenta da Bennie Wright, che gli spiega la situazione: Bennie è entrato in possesso di un video che mostra un party nel quale Kyle e altri suoi amici bevono spropositatamente. Verso la fine del video, sono rimasti nella stanza solo Kyle McAvoy, Alan Strock, Joey Bernardo, Baxter Tate ed Elaine Keenan. Poi Elaine si mette sul divano e ha una relazione sessuale con Baxter e con Joey. Kyle e Alan, invece, sono mezzi incoscienti e assistono alla scena. Kyle ricordava che l'archivio della polizia era stato chiuso dopo questo evento nel quale Elaine aveva dichiarato di aver subito uno stupro. Bennie minaccia Kyle di far giungere il video in tribunale se non avesse rubato delle informazioni importanti da uno studio che aveva fatto proposta di lavoro a Kyle, Scully & Pershing, in Wall Street.
Successivamente Bennie rivela di non essere un agente dell'FBI. I dati che vuole sottrarre appartengono al B-10, un'importante invenzione che la Trylon e la Bartin, del Pentagono, si contendevano. La Trylon per la causa si è rivolta a Scully & Pershing, la Bartin ad Agee, Poe & Apps. I due studi legali sono in conflitto tra loro.
Kyle viene quindi continuamente pedinato e nella sua casa vengono piazzate numerose telecamere, microfoni e cimici. Kyle parla con suo padre che era decisamente contrario al fatto che suo figlio lavorasse a Wall Street mentre lui faceva casi veri con gente vera, e aveva una vita vera. Kyle sostiene l'esame di abilitazione ed entra nello studio, dove viene accolto calorosamente e gli viene consegnato il cellulare dell'agenzia, il FirmFone.
Qui fa le prime conoscenze e comincia a fatturare ai vari clienti dello studio circa cinquanta ore a settimana, con uno stipendio di duecentomila dollari l'anno, cifra che poi diventa di quattrocentomila dollari l'anno una volta giunto il risultato positivo dell'esame. 
Il lavoro è esauriente ed occupa anche i giorni del fine settimana, giornate che volontariamente duravano anche dalle cinque del mattino a notte fonda, cosa che spingeva gli associati (per diventare soci ci volevano circa cinque anni, ma la maggior parte non resisteva più di tre) a dormire in sacchi a pelo posti sotto la scrivania.
Nello studio Kyle conosce una ragazza, Dale Armstrong, con la quale ha subito rapporti amorosi. Kyle in seguito attende di essere assegnato al caso Trylon, mentre ha numerosi incontri con Bennie e un altro ricattatore, Nigel. Kyle è consapevole della sorveglianza, così evita posti chiusi, il telefono o le e-mail (anche quelle sotto il controllo di Bennie). Kyle decide di confidarsi con Joey del video, poiché Joey è l'unico che poteva ascoltarlo, dato che Baxter era in riabilitazione per l'alcol e la droga e Alan era troppo impegnato nella sua pratica di medico. Così i due cominciano a vedersi durante le partite di baseball e infine decidono di parlare con Elaine, la quale si presenta con le vecchie accuse dopo aver raccontato la storia come più le avrebbe fatto comodo al suo avvocato, Micheline "Mike" Chitz. Queste si presentano come avvoltoi e Joey non ricava nulla dall'incontro. Poi Kyle decide di filmare Bennie, cosa che gli riesce grazie al contributo di Joey.
Intanto Baxter è passato sotto la protezione di Fratello Manny, che lo fa confidare in Cristo e lo fa diventare un uomo buonissimo.
Baxter vuole parlare con Elaine e scusarsi, ma durante il tragitto per Scranton (la residenza di Elaine) viene ucciso nel bagno di un autogrill. Nessuna traccia dell'assassino, anche se Kyle è sicuro che sia stato Bennie e i suoi uomini per evitare che Elaine dimentichi tutto e lasci Kyle libero dalle accuse per stupro. Joey allora decide di uscire da questa storia, anche perché la sua futura moglie, Blair, è in attesa di un bambino. Avviene una spaccatura da Scully & Pershing, e Kyle viene assegnato al caso Trylon.
Kyle si rivolge a un avvocato, Roy Benedict, al quale racconta tutta la storia. Roy contatta quindi i suoi amici nell'FBI e nel Dipartimento di Giustizia per catturare Bennie. Durante una caccia ai cervi nella Festa del Ringraziamento, Kyle racconta tutto a suo padre. John McAvoy va allora a parlare con Mike Chitz, le spiega la vera situazione di Elaine e concordano nel pagamento di una cifra di denaro per dimenticare tutto.
Intanto Nigel porta a Kyle un apparecchio tramite il quale Kyle può rubare dai computer sofisticatissimi della stanza segreta di Scully & Pershing dedicata al caso Trylon i dati che Bennie ha tanto bramato. Ma Kyle ha un piano.
Poiché Bennie e Nigel possono sapere tramite Wireless se Kyle sta rubando i dati, Kyle copia cinque o sei volte i dati della Categoria A, che contengono i documenti meno importanti. Poi va con l'FBI all'hotel dove si trovavano Bennie e Nigel, che grazie al video e a un identikit erano individuabili agli agenti. Ma i due sono già fuggiti. I documenti del caso Trylon però sono salvi.
Kyle parla con Scully & Pershing di tutto. Lo studio lo licenzia ma non gli farà causa se Kyle deciderà di non esercitare nello Stato di New York. Kyle accetta, decide di non passare la vita sotto la scorta degli uomini dell'FBI, che hanno rimosso tutte le apparecchiature di Bennie dall'appartamento di Kyle, e va a lavorare come socio nello studio di suo padre, che si chiamerà McAvoy & McAvoy. Gente vera, casi veri, vita vera. Senza più Bennie, Nigel o FBI.

## Edizioni in italiano
- John Grisham, Il ricatto, traduzione di Nicoletta Lamberti, Milano: Mondadori, 2009
- John Grisham, Il ricatto, traduzione di Nicoletta Lamberti, Milano: Oscar Mondadori, 2010